# ルワンダの人口統計

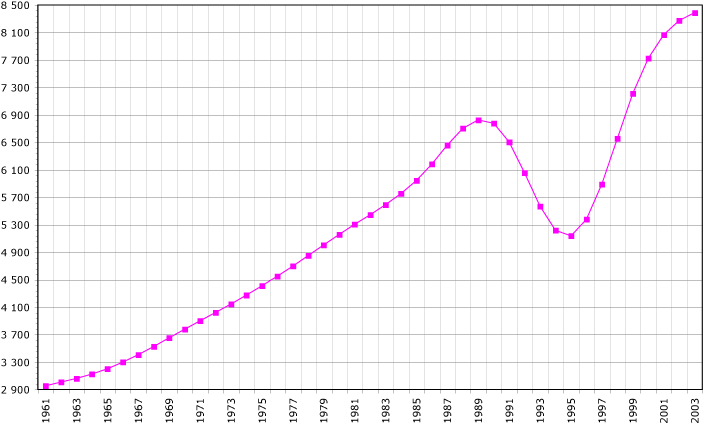
2005年に実施されたFAOによる人口統計。（単位は千である）

ルワンダの人口統計（ルワンダのじんこうとうけい）では、人口密度、民族、教育レベル、健康、経済状況、宗教などのルワンダの人々に関する人口統計学的事象を扱う。

## 概要

ルワンダの場所

ルワンダの人口は1994年のルワンダ虐殺によって大きく減少したが、それでもこの国の人口密度は、ブラックアフリカで最も高く230 人/km²（590 人/mi²）となっている。人口は行政の中心地が置かれている都市部に集中しており、地方の村はあまり多くない。地方の村々では、ほぼ全ての家庭が丘の斜面にある畑で農業を営み、自給自足の生活を行っている。
また、この国は主に3つの民族から構成されている。人口の85%を占めるのがフツで、ルワンダ虐殺以前は人口の14%を占めていたツチ、最も古くからこの地に住んでいたと考えられているトゥワ（「ピグミー」）は人口の1%を占める。このうちのツチは、ドイツおよびベルギーの植民地時代に間接統治民族として他の2つの民族を支配していた。なお、ツチとフツはいずれもバントゥー系民族に起源を持ち、前者は牧畜民系、後者は農耕民系とされてきた。しかし、この区分は元々流動的かつ曖昧なものであったが、植民地時代の宗主国により明確に区分されたため、両民族間に対立構造が生じたことが知られている。なお、現在の各民族の構成比に関しては、1994年の紛争終結以降、ルワンダ政府が民族の区分を行政上から排除したために明らかとなっていない。
成人の識字率は50%以上であるが、セカンダリースクールの教育を受けているのはわずか5%にすぎない。1990年から1994年のルワンダ紛争の影響により一時期閉鎖されていた学校も、1994年から1995年にかけて大半のプライマリースクールと、半数以上のセカンダリースクールが再開された。1994年に閉校されていたブタレのルワンダ国立大学も1995年4月に再開され、在学生は現在7000人以上となっている。近年、ルワンダ政府により教育システムの再構築への取り組みが重点的に続けられている。

## 各種統計
以下の内容は、特に断りがない限りはCIAの『ザ・ワールド・ファクトブック』の内容に従っている。

### 人口

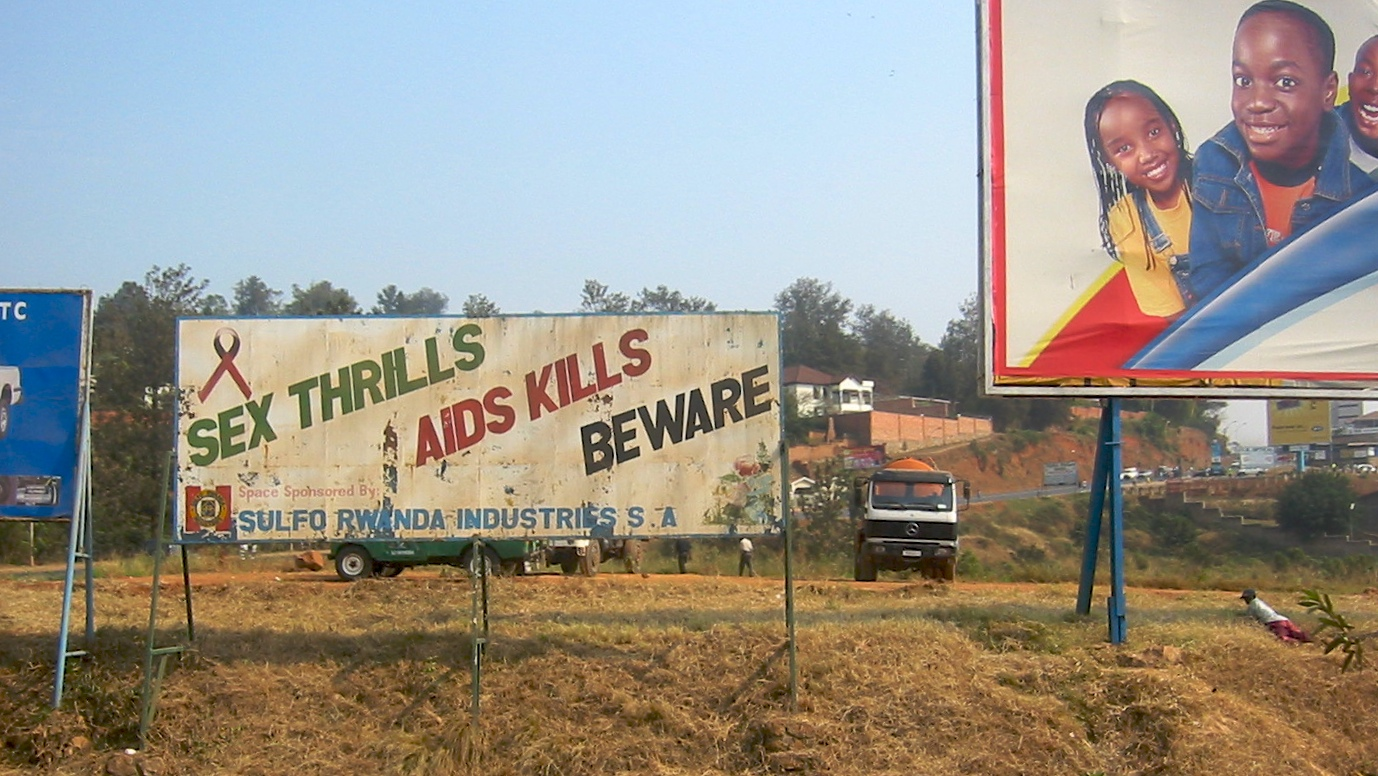
エイズの危険性を訴える看板

- 総人口：864万8248人 （2006年推計）
  - 注：この国はエイズにより死亡率が押し上げられている。ルワンダでは国民の2.8%がHIVに感染しており[4]、その結果として平均余命、人口増加率、乳児死亡率を含む死亡率が悪化し、ルワンダの社会発展に悪影響を及ぼしている。詳しくはルワンダにおけるHIV/AIDSを参照のこと。

### 年齢構成
- 0歳-14歳: 41.9%（男性 155万8730人： 女性 154万8175人）
- 15歳-64歳: 55.6%（男性 194万3268人： 女性 197万1542人）
- 65歳以上: 2.5%（男性 8万3699人： 女性 12万3715人） （2006年推計）

### 人口増加率
- 2.43% （2006年推計）

### 出生率

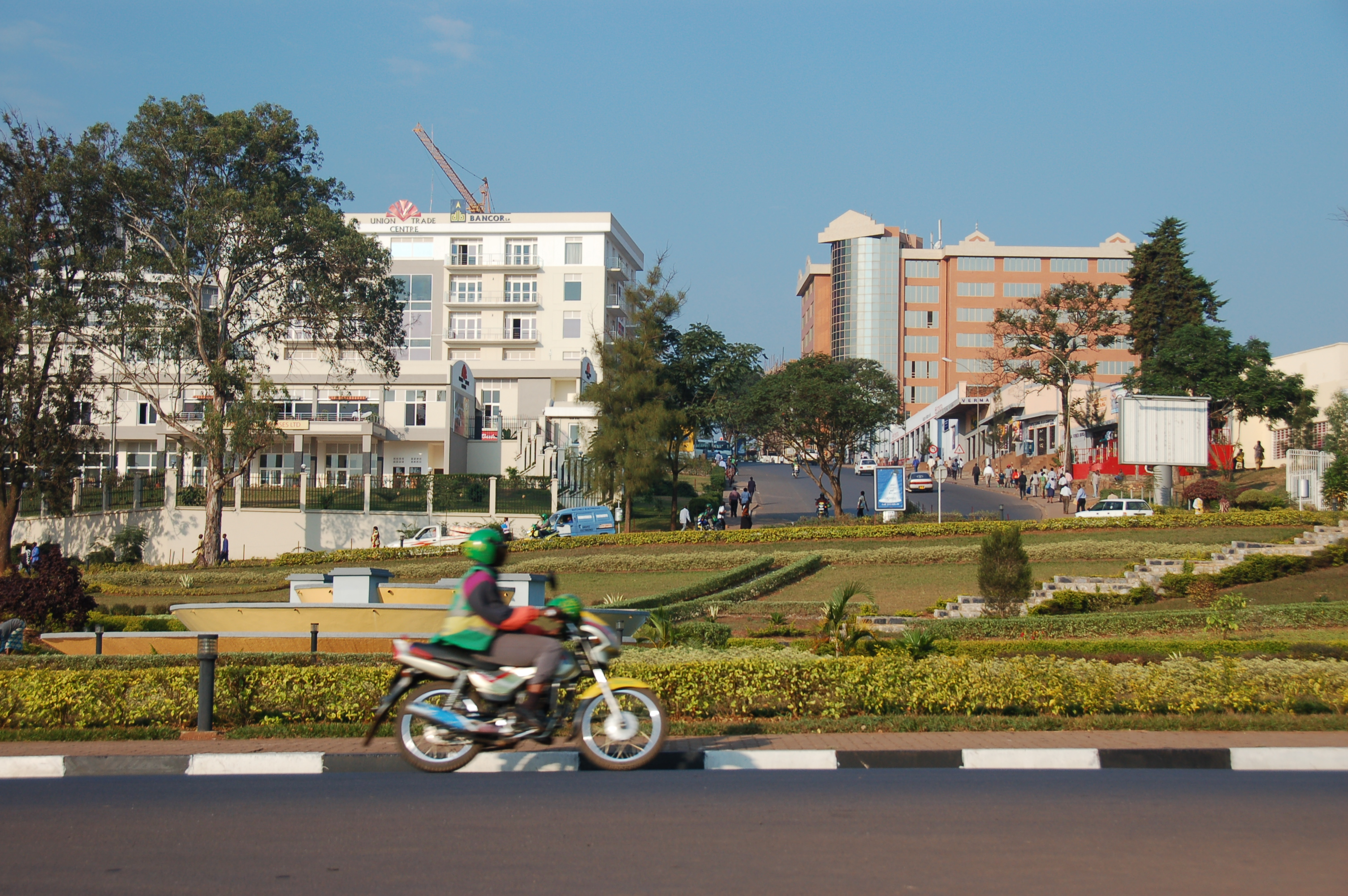
ルワンダの都市部

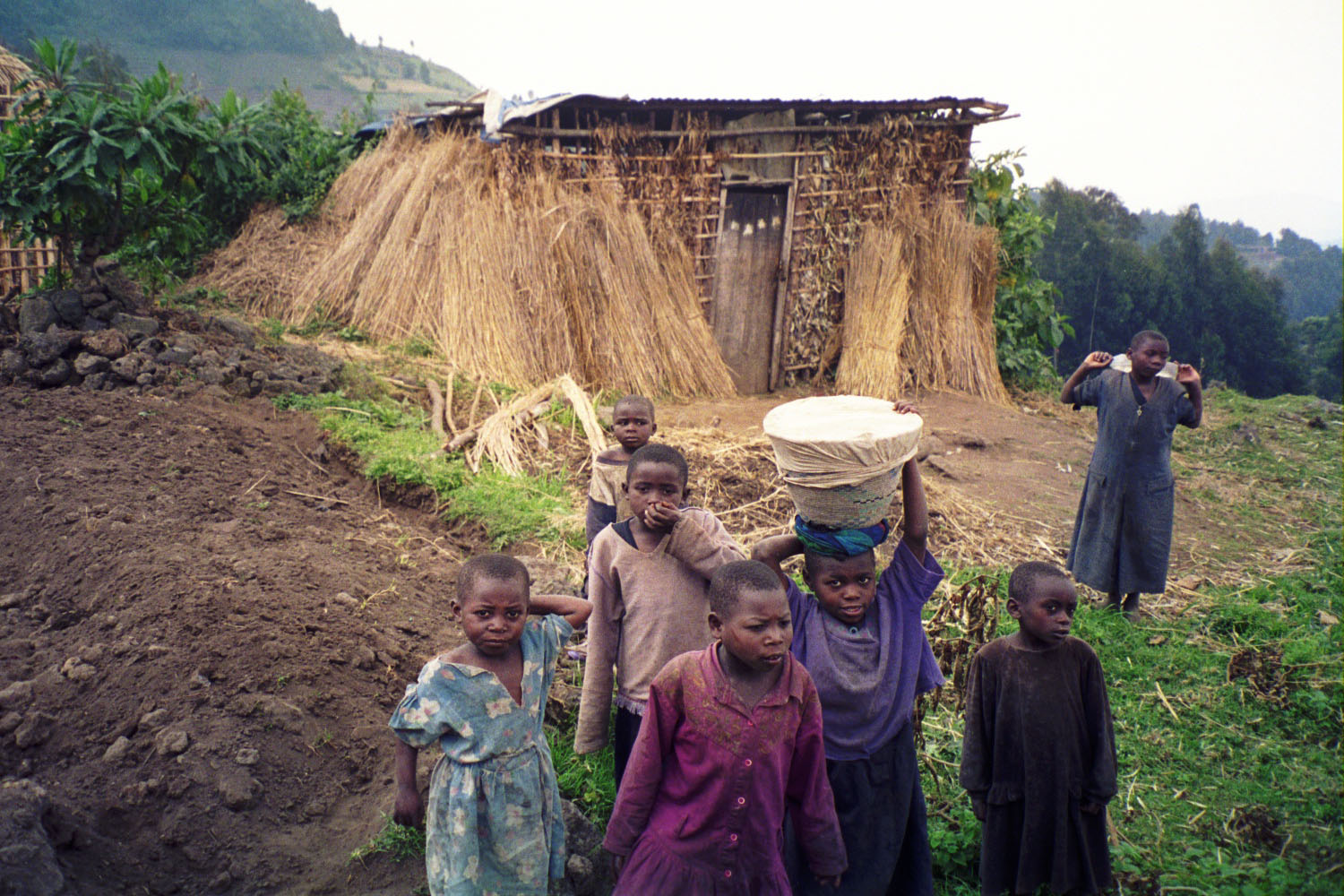
ルワンダの地方における伝統的な暮らし

- 1000人当たり40.37人（2006年推計）

### 死亡率
- 1000人当たり16.09人 （2006年推計）

### 純移動率
- 1000人当たり0人 （2006年推計）

### 男女比
- 出生時点: 1.03 （男性数/女性数）
- 15歳以下: 1.01
- 15歳-64歳: 0.99
- 65歳以上: 0.67
- 合計: 0.99 （2006年推計）

### 乳幼児死亡率
- 全体:89.61
- 男児:94.71
- 女児:84.34（1000人あたり。2006年推計）

### 平均余命
- 全体: 47.3年
- 男性: 46.26年
- 女性: 48.38年 （2006年推計）

### 合計特殊出生率
- 女性一人当たり5.43人 （2006年推計）

### IPv4アドレスの割り当て
- 0（2004年1月）

IPv4アドレスの割り当て状況

- 15万（2009年1月）（画像の出典を参照のこと）

### 国籍
- ルワンダ人

### 民族群
- バントゥー系民族：フツ 84%、ツチ （CIAはハム系としているが学術的に否定されている）15%
- トゥワ 1%
- その他：南アジア系民族（en:South Asian ethnic groups） 1万6000人（そのうちの大半はインド人）、アラブ人 9300人、フランス人 2500人、イギリス白人（en:White British） 300人、ベルギー人 100人

### 言語
- ルワンダ語（公用語：バントゥー語群に属する）、英語（公用語）、フランス語（公用語）、スワヒリ語（バントゥー系民族のリングワ・フランカとして、商業的に多用される）

### 識字率

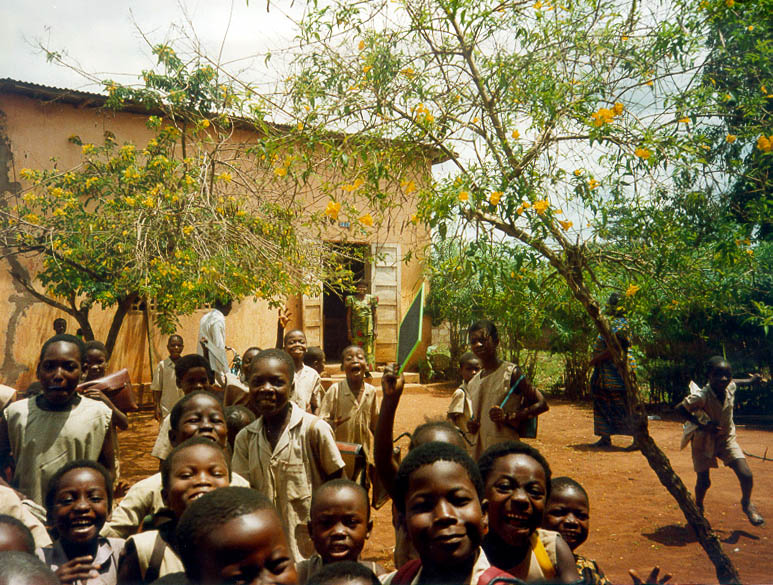
ルワンダの学童

定義:15歳以上で読み書きが出来る者の割合。
- 全体: 70.4%
- 男性: 76.3%
- 女性: 64.7%（2003年推計）

### 宗教
- ローマ・カトリック：56.5%
- プロテスタント：37.1%
- イスラーム：4.6%
- 土着宗教：0.1%
- 無宗教：1.7% （2003年推計）